# Davao (regione)
Davao (in tagalog: Dabaw) è una regione amministrativa delle Filippine (Regione XI), ubicata nella parte sud-orientale di Mindanao.
È composta da quattro province: Davao de Oro, Davao del Norte, Davao del Sur e Davao Oriental, Davao Occidental e dalla città di Davao che ne è anche il capoluogo. La regione è soprannominata la "Silicon Gulf", in riferimento alla famosa "Silicon Valley" Californiana con la quale ha in comune il gran numero di aziende ICT e tecnologiche in genere.

## Geografia fisica

### Suddivisioni amministrative
La regione si suddivide in 5 province e una città indipendente (Davao). Vi sono poi  altre 4 città componenti e 44 municipalità.

#### Province
- Davao de Oro
- Davao del Norte
- Davao del Sur
- Davao Oriental
- Davao Occidental

#### Città
Città indipendenti:
- Davao (Città altamente urbanizzata - HUC)

Città componenti:
- Digos (Davao del Sur)
- Mati (Davao Oriental)
- Panabo (Davao del Norte)
- Samal (Davao del Norte)
- Tagum (Davao del Norte)